# Amtsgericht Wildeshausen

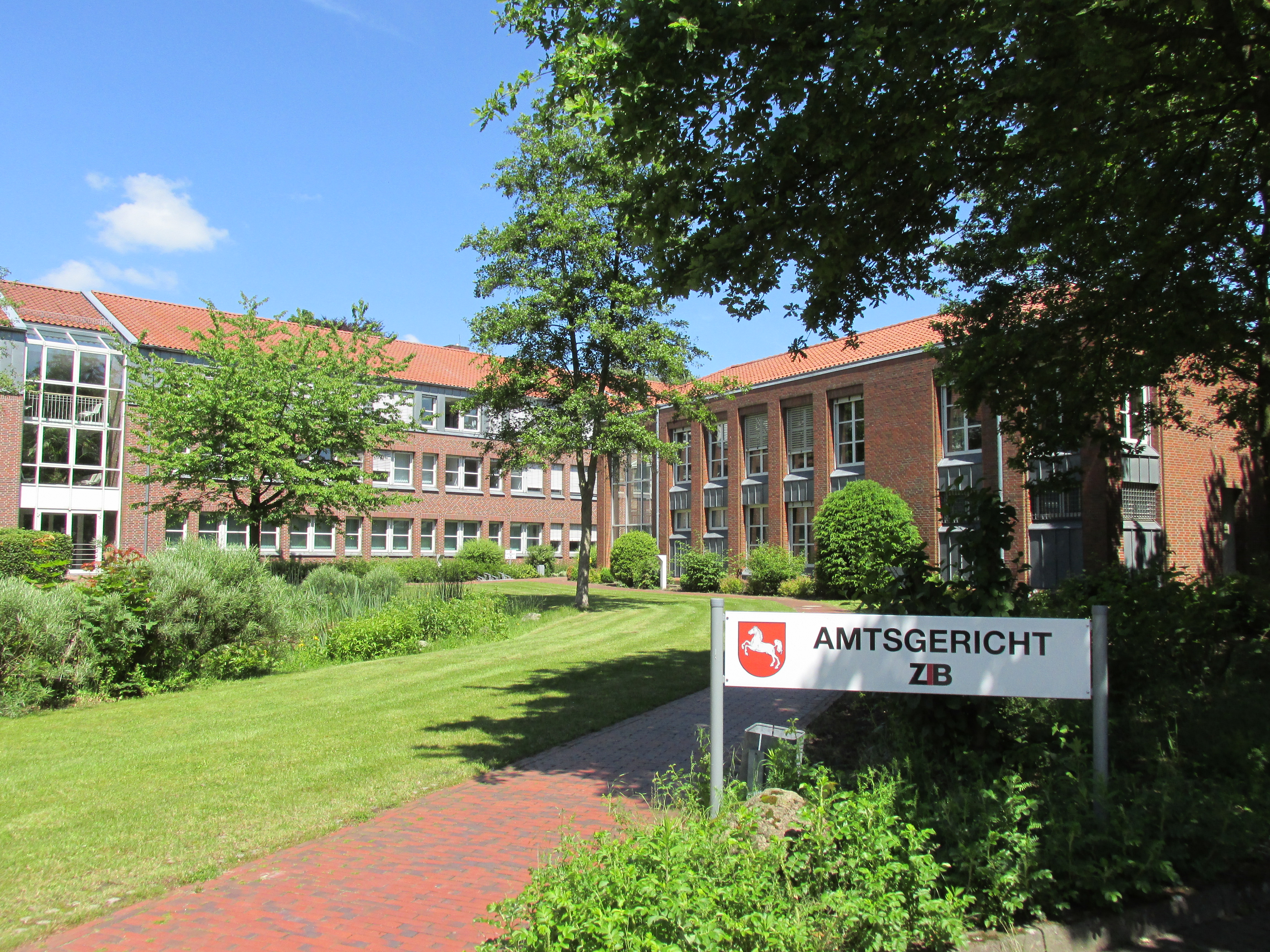
Amtsgericht Wildeshausen

Das Amtsgericht Wildeshausen ist ein Gericht der ordentlichen Gerichtsbarkeit und eines von elf Amtsgerichten im Bezirk des Landgerichts Oldenburg.
Sitz des Gerichts ist Wildeshausen im Landkreis Oldenburg in Niedersachsen, der Gerichtsbezirk umfasst den südlichen Teil des Landkreises Oldenburg mit der Stadt Wildeshausen, den Gemeinden Dötlingen und Großenkneten sowie der Samtgemeinde Harpstedt. Dem Amtsgericht Wildeshausen übergeordnet ist das Landgericht Oldenburg, zuständiges Oberlandesgericht ist das Oberlandesgericht Oldenburg.